# Illuminations (EP)
Illuminations − czwarty minialbum angielskiej piosenkarki electropopowej Little Boots. Jest to ogółem już piąta w jej karierze płyta. Została wydana 9 czerwca 2009 r. − zaledwie jeden dzień po premierze pierwszego studyjnego albumu artystki, Hands.

## Lista utworów
1. "New in Town" (Victoria Hesketh, Greg Kurstin) – 3:19
2. "Stuck on Repeat" (Hesketh, Kurstin, Joe Goddard) – 3:21
3. "Not Now" (Hesketh, Roy Kerr, Anu Pillai, Eg White) – 3:51
4. "Magical" (Hesketh, Simon Lord) – 3:45
5. "Love Kills" (Freddie Mercury, Giorgio Moroder) – 3:41
6. "New in Town" (wideoklip) – 3:18

## Pozycje na listach przebojów
| Notowanie (2009)                       | Najwyższa pozycja |
| -------------------------------------- | ----------------- |
| U.S. Billboard Dance/Electronic Albums | 14                |
| U.S. Billboard Heatseekers Albums      | 32                |